# Up'n Down
Up'n Down (Spaans: Autosalto) is een computerspel dat werd ontwikkeld door Sega en uitgegeven door U.S. Gold. Het spel kwam in 1983 uit als arcadespel. Een jaar later werd het geporteerd naar verschillende homecomputers. 
Het doel van het spel is over een kronkelig parcours te rijden en hierbij vlaggen te verzamelen. De speler kan over gaten en over andere auto's heen springen. Het op een andere auto springen levert punten op. De speler kan ook ijsjes en ballen pakken en hiermee bonuspunten verzamelen. Hoe sneller alle vlaggen gepakt zijn, des te meer tijdbonus krijgt de speler.

## Platforms
| jaar | platform                                                      |
| ---- | ------------------------------------------------------------- |
| 1983 | Arcade                                                        |
| 1984 | Apple II, Atari 2600, Atari 8-bit, ColecoVision, Commodore 64 |
| 1987 | DOS                                                           |

## Ontvangst
| Beoordeeld door                     | Jaar | Platform     | Score |
| ----------------------------------- | ---- | ------------ | ----- |
| The Video Game Critic               | 2002 | Atari 2600   | 83%   |
| The Video Game Critic               | 2003 | ColecoVision | 75%   |
| Digital Press - Classic Video Games | 2003 | Atari 2600   | 70%   |